# Taron Voskanyan
Taron Voskanyan (Ereván, 22 de febrero de 1993) es un futbolista armenio que juega de defensa en el F. C. Gandzasar Kapan de la Liga Premier de Armenia.

## Selección nacional
Es internacional con la selección de fútbol de Armenia. Debutó en 2012, tras haber jugado con la selección sub-21 y sub-19 de Armenia. Ese primer partido se produjo el 14 de noviembre de 2012, en la victoria de su selección por 4-2 frente a la selección de fútbol de Lituania.

## Clubes
| Club                  | País    | Año       |
| --------------------- | ------- | --------- |
| F. C. Pyunik Ereván   | Armenia | 2010-2016 |
| Karmiotissa FC        | Chipre  | 2016-2017 |
| Nea Salamina          | Chipre  | 2017-2018 |
| Alashkert F. C.       | Armenia | 2018-2024 |
| F. C. Pyunik Ereván   | Armenia | 2024-2025 |
| F. C. Gandzasar Kapan | Armenia | 2025-     |

## Palmarés

### Títulos nacionales
| Título                  | Club            | País    | Año  |
| ----------------------- | --------------- | ------- | ---- |
| Liga Premier de Armenia | Alashkert F. C. | Armenia | 2021 |